# Lalver
Lalver (gruzínsky ლალვერი, Lalveri, rusky Ляльвер, Ljalver) je 4350 m n. m. vysoký vrchol ve střední části hlavního kavkazského hřebenu na hranici mezi Gruzií (kraj Samegrelo-Horní Svanetie) a Ruskem (Kabardsko-Balkarsko).
Tvoří poslední vrchol na západoseverozápadním konci masívu zvaného Bezengská stěna. Nejsnadnější cesta k výstupu na vrchol vede z gruzínské strany přes ledovec Caneri (gruzínsky წანერი, Caneri, rusky Ца́нери, Ца́ннер).